# Lijst van burgemeesters van Den Haag

Wapen van de Gemeente Den Haag

Dit is een lijst van burgemeesters van de Nederlandse gemeente Den Haag in de provincie Zuid-Holland.

## Benoemingen
De lengte van de termijn van een benoeming tot burgemeester was, tot 1795, telkens één jaar, ingaande op Sint-Catharina (25 november) tot dezelfde dag een jaar later. De benoeming geschiedde op voordracht van de magistraat en de vroedschap gezamenlijk, door de landsheer, vervolgens door de stadhouder en tijdens de stadhouderloze tijdperken door de Staten van Holland en West-Friesland. Het was gebruikelijk dat de benoemingen tot burgemeester rouleerden onder de leden van de magistraat en vroedschap. Een politicus/stadsbestuurder was dus afwisselend lid van de vroedschap, schepen of burgemeester, waarbij alleen de meest aanzienlijke personen in aanmerking kwamen voor een benoeming als burgemeester.

## 1559 tot 1591
Op 16 november 1559 verleent koning Filips II aan Den Haag octrooi om twee burgemeesters te hebben, “tot sulcken eeren, rechten ende preëminentiën als de burgemeesters van andere grote of kleine steden van Holland gebruiken en genieten”. Instelling op 28 april 1587 van de “Sociëteit der Hoge Collegiën en van der Hage”. Dit was een van de twee bestuurscolleges die Den Haag bestuurden, want naast het bestuur van het dorp werd een deel van het grondgebied  (Binnenhof en omgeving) door de Staten van Holland bestuurd. Zij hadden elk een stem bij de benoemingen van de Haagse burgemeesters.
- Jacob Willemsz. van der Mye († 21 mei 1561) werd in 1560 burgemeester van Den Haag
- Dirk van Alkemade van 10 april 1560 - 1572
- Joost van Hogenhouck in 1562
- Arent Huygensz, genoemd in 1567 als oud-burgemeester
- Michiel Claesz van den Berg van 1567-1568
- Claes van Dam van 1567-1568
- Adriaen van der Lindt van 1568-1570
- Adriaen Hugensz van de Velde, burgemeester 1570-1571
- Willem Moons van november 1572 tot oktober 1573, broer van Magdalena Moons?
- Joost Jacobsz Hogenhouck, burgemeester van 1575-1578 en 1580-1581 (als Joost Jacobsz), 1582-1584, 1587-1588 en 1591-1592 (als Joost Jacobsz Hogenhouck)
- Jacob van Dorp (Willemszoon), burgemeester van 1575-1576, 1578-1580
- Symon van der Does van 1578-1581
- Cornelis van Bleijenburch, 16de eeuw, zijn huis was hoek Pooten en Houtstraat
- Cornelis Zybrantsz van Brederode van 1581-1582 en 1583-1585
- Johan van der Wiele (Van der Wyele) van 1584-1585
- Adriaen Screvelsz van 1585-1587, 1591-1597, 1599-1602
- Frederik van Elburch van 1587-1588
- Jacob van der Burch van 1590-1591
- Antonis van Cats burgemeester van 1590-1593

## 1591 tot 1795
Op 21 januari 1591 verlenen de Staten van Holland octrooi aan Den Haag om drie burgemeesters te mogen hebben.
- Arent Boll van Hamersfelt (Aernt), 1591-1594
- Jacob van der Burch van 1592-1593
- Cornelis van Blyenburch van 1593-1597
- Jacob Cornelisz. van Wouw (van Wou) 1594-1597, 1600-1607, 1609-1612, 1615-1618
- Heyman Kiggelaar (Gillisz) van 1597-1599
- Everart Quirynsz van 1598-1600, 1602-1604, 1605-1607, 1609-1611, en 1613-1615
- Dammas Goudt van 1599-1600
- Aelbrecht Heinricxz (Aelbert Hendriksz) van 1600-1602
- Jan Cocq (Janszoon) van 1602-1609, 1612-1614
- Pieter Jansz Palestein van 1607-1609, 1611-1613, 1614-1615, 1618-1619
- Claes Cornelisz van 1609-1613, 1614-1615
- Johan (Jan) Quartelaer van 1613-1619, 1623-1627
- Govert Jacobsz van Duynen van 1615-1618
- Thomas van Cassiopijn van 1618-1620, 1622-1626, 1627-1631
- Pieter van Treslong van 1619-1621
- Abraham le Fever van 1619-1621
- Johan (Jan) Hendriksz Nobel (1559-1633), van 1620-1622 en 1631-1633
- Johan Halling van 1621-1623, 1651-1653, 1657-1659
- Albert Claesz van Ravesteyn (van Ravestein) van 1621-1623
- Gaspar van Kinschot 1592-1654) van 1623-1629
- Nicasius Hanneman van 1626-1631, 1633-1638, 1639-1644
- Rochus Nieuwlant van 1629-1633
- Pieter Jansz Splinter van 1631-1634, 1639-1644
- Jonathan van Luchtenburch van 1633-1634
- Aelbert Bosch van 1634-1639, 1644-1648
- Arent Quartelaer van 1634-1637
- Hendrik van Slichtenhorst van 1637-1639
- Ewout Brandt († 1671) van 1638-1640, 1665-1668, 1670-1671
- Pieter Stalpert van der Wiele (1597-1660), 1640-1645
- Johan Sixti van 1644-1650
- Philips Doubleth († 1674) (Heer van Groenevelt) van 1645-1651, 1672-1674
- Johan Doudijns (Doudyns) van 1648-1650, 1655-1657
- Hendrik Both van der Eem († 1656) van 1650-1651, 1654-1656
- Cornelis Splinter van 1650-1652, 1653-1655, 1656-1657
- Thomas Cletcher jr. (1598-1666), 1652-1654, 1655-1657
- Johan van Duynen van 1653-1655, 1657-1659
- Simon Hulshout van 1657-1659
- Dirck van der Lisse (1607-1669), 1659-1669
- Willem van der Does († 1668) van 1659-1661, 1662-1664, 1665-1667, 1668
- Jacob van der Hoeve (Van der Houve) van 1659-1662, 1663-1665, 1667-1669
- Jacob van der Does († 1666) van 1661-1663, 1664-1666
- Johan van Banchem van 1661-1663
- Marcus van der Hoeve (Van der Houve) van 1665-1667, 1671-1672
- Willem Donker van 1668-1671
- Johan Maes van 1669-1670
- Anthony Pieterson van 1669-1670
- Pieter van Groenevelt van 1670-1672
- Pieter Stalpert van der Wiele Jr. van 1671-1672
- Johan Rosa van 1672-1676, 1679-1681, 1683-1685, 1687-1689, 1691-1693, 1697-1699
- Willem Rottermont van 1672-1676
- Johan van der Maa van 1676-1680
- Nikolaes Splinter († 1696) van 1676-1680, 1682-1684, 1686-1687, 1689-1691
- Willem Lesier van 1676-1678
- François Doubleth (1642-1688), 1680-1682 en 1684-1686
- Johan Dedel van 1680-1682, 1684-1686, 1689-1697, 1699-1701, 1702-1704
- Johan van Byemont (1656-1710), 1682-1684, 1685-1687, 1688-1690, 1693-1695, 1697-1699, 1701-1703, 1705-1707, 1709-1710
- Willem van Schuylenburch, 1681-1683 (Tresorier van Den Haag van 1688 tot 1708)
- Ewout Brandt Jr. van 1686-1688, 1690-1692, 1695-1697, 1699-1701, 1703-1705
- Paulus van Assendelft (†1729), 1687-1689, 1692-1694, 1697-1699, 1701-1703, 1705-1707, 1709-1711, 1713-1715, 1717-1719, 1721-1723, 1725-1727
- François-Louis van der Wiele (†1714), 1694-1697, 1699-1701, 1703-1705, 1707-1709, 1711-1713
- Samuel Huls, 1701-1702
- Gijsbert van Kinschot (1663-1737), 1704-1706, 1708-1710, 1712-1714, 1716-1718, 1720-1722, 1725-1726, 1728-1730, 1732-1734, 1736-1737
- Adriaen van Spierinxhoek (†1729), 1710-1711, 1713-1715, 1717-1719, 1721-1723, 1725-1727
- Willem Comans (†1718), 1715-1716
- Willem van Assendelft, 1715-1717, 1719-1721, 1723-1724, 1727-1729, 1731-1733, 1735-1737, 1739-1741, 1743-1744
- Willem Anthony Pieterson, 1718-1720, 1722-1724, 1726-1728, 1730-1732, 1734-1736, 1738-1740, 1742-1744, 1746-1748, 1750-1752, 1754-1756, 1758-1759
- Jan Hudde Dedel (1702-1777), tussen 1737-1739, 1741-1743, 1745-1747, 1749-1751, 1753-1755, 1757-1758, 1761-1762, 1763-1764, 1765-1767, 1769-1771, 1773-1775, 1777-1778
- Jacob de Bye, 1738-1739
- Jan ten Hove, 1739-1741, 1743-1745
- Hendrik van Slingelandt (1702-1759), 1740-1742, 1744-1746, 1748-1750, 1752-1754, 1756-1758
- Johan Pieter Dierquens (Dierkens) (1710-1780), 1741-1743, 1745-1747, 1749-1751, 1753-1755, 1757-1759, 1761-1763, 1765-1767, 1769-1771, 1773-1775 en 1777-1779
- Jacob van Assendelft, 1744-45, 1747-1749, 1751-1752
- Pieter de Bye, 1747-1748
- Jacobus van Neck, 1748-1749, 1751-1752
- Adriaan van der Goes, 1752-1753, 1755-1757, 1759-1761, 1763-1765, 1767-1769, 1771-1773, 1775-1777, 1779-1781, 1783-1785, 1791-1793
- Hendrik van Ouryk, 1752-1753
- Carel de Lille, 1755-1757, 1759-1761, 1763-1765, 1767-1769
- Johannes Patijn, 1760, 1762-1764, 1766-1768, 1770-1772, 1774-1776, 1778-1780, 1782-1784, 1786-1788
- Carel de la Bassecour, 1760-1762, 1764-1766, 1768-1770, 1772-1773
- Philippus Matthias Mestre, 1771-1773
- Abraham van Neck (1734-1789), 1773-1774, 1776-1778, 1781-1782, 1784-1786, 1788-1789
- Pieter van de Poel, 1775-1777, 1779-1781, 1783-1785
- Jan Slicher (1745-1815), 1777-1779, 1781-1783, 1785-1788, 1790-1792
- Jan-François van Byemont, 1781-1783
- Govert Franco van Slingelandt, 1785-1795
- Willem ‘t Hoen, 1788-1790, 1792-1795
- Diederik van der Burch, Heer van Spieringshoek, 1789-1790 en 1793-1795
- Paulus Beelaerts van Blockland (1754-1809), Heer van Keenenburg, 1790-1791

## 1795 tot 1816
De Bataafse Republiek schaft het driehoofdige burgemeesterschap af, vanaf 1795 wordt Den Haag door één burgemeester bestuurd. De titel van “burgemeester van de stad” wordt vervangen door die van “president van de Municipaliteit”, later van het “Gemeente-bestuur”. Er zijn perioden dat er geheel geen (waarnemend-) burgemeester is. Het ambt van maire en adjunct-maire ontstaat. Zij voeren gezamenlijk de burgemeesterstaken uit. Op 10 juni 1802 wordt de “Sociëteit der Hoge Collegiën en van der Hage” opgeheven.
| Ambtsperiode | Naam burgemeester            | Partij of stroming | Bijzonderheden                                              | Portret |
| ------------ | ---------------------------- | ------------------ | ----------------------------------------------------------- | ------- |
| 1798         | Ary Spijkerman               | Patriotten         | van maart tot juni president van de “Municipaliteit”        |         |
| 1798 - 1802  | Jacob Florijn                | Patriotten         | president van het “Gemeente-bestuur”                        |         |
| 1802 - 1808  | Jan Slicher                  |                    | burgemeester                                                |         |
| 1808 - 1813  | Isaäc van Schinne            |                    | maire van den Hage                                          |         |
| 1813         | Jeremias Faber van Riemsdijk | Patriotten         | adjunct-maire, in oktober en november 1813 waarnemend maire |         |
| 1813 - 1815  | Jan Slicher                  |                    | president-burgemeester                                      |         |

## 1816 tot 1824
In 1815 wordt besloten dat den Haag vanaf 1816 voortaan vier burgemeesters heeft.
| Ambtsperiode | Naam burgemeester                           | Partij of stroming | Bijzonderheden | Portret |
| ------------ | ------------------------------------------- | ------------------ | --- | ------- |
| 1816 - 1822  | jhr. mr. Gerlach Johan Herbert van der Heim | Orangisten         | president-burgemeester in 1816, 1817 en 1819 |         |
| 1816 - 1824  | mr. Willem 't Hoen                          |                    | president-burgemeester in 1820, 1821 en 1822, na 1824 wethouder |         |
| 1816 - 1824  | mr. Adriaan Bachman                         |                    | na 1824 wethouder |         |
| 1816 - 1816  | jhr. Theodoor Jan Roest van Alkemade        | Regeringsgezinden  | per 2 januari 1816 benoemd tot burgemeester van Den Haag, feitelijk functioneert hij niet als zodanig, vanwege zijn bezwaren wordt hem per 12 januari 1816 weer ontslag verleend |         |
| 1816 - 1822  | mr. Cornelis Emilius van Doeveren           |                    | president-burgemeester in 1818 |         |
| 1822 - 1824  | mr. Jacob Carel van de Kasteele             | Regeringsgezinden  | na 1824 wethouder |         |
| 1822 - 1824  | mr. Johan Antoni Schiefbaan                 |                    | president-burgemeester in 1823 en 1824, na 1824 wethouder |         |

## Sinds 1824
In 1824 wordt besloten dat Den Haag per datzelfde jaar voortaan één burgemeester zou hebben.
| Ambtsperiode         | Naam burgemeester                      | Partij of stroming    | Bijzonderheden          | Portret |
| -------------------- | -------------------------------------- | --------------------- | ----------------------- | ------- |
| 1824 - 1842          | L.C.R. Copes van Cattenburch           | Regeringsgezinden     |                         |         |
| 1843 - 1858          | Jhr. G.L.H. Hooft                      | Regeringsgezinden     |                         |         |
| 1858 - 1882          | Jhr. F.G.A. Gevers Deynoot             | Antirevolutionair     |                         |         |
| 1882 - 1887          | J.G. Patijn                            | Liberaal              |                         |         |
| 1887                 | Alexander Philippus Godon (1816-1899)  |                       | Ad interim              |         |
| 1887 - 1897          | A.J. Roest                             | Liberaal              |                         |         |
| 1897 - 1898          | Jhr. B.Ph. de Beaufort                 |                       |                         |         |
| 1898 - 1904          | J.S. baron van Harinxma thoe Slooten   | Liberaal              |                         |         |
| 1904 - 1911          | E.C. baron Sweerts de Landas Wyborgh   | ARP                   |                         |         |
| 1911                 | J.C. Jansen                            | Liberale Unie         | Ad interim              |         |
| 1911 - 1918          | Jhr. H.A. van Karnebeek                | Vrije Liberalen       |                         |         |
| 1918 - 1930          | J.A.N. Patijn                          | Liberaal              |                         |         |
| 1930 - 1934          | Jhr. L.H.N. Bosch ridder van Rosenthal | CHU                   |                         |         |
| 1934 - 1940          | S.J.R. de Monchy                       | Liberaal              |                         |         |
| 1940 - 1942          | C.L. van der Bilt                      | Liberale Staatspartij | Ad interim              |         |
| 1942 - 1945          | H. Westra                              | NSB                   |                         |         |
| 1945                 | Henri van Maasdijk                     | NSB                   | Ad interim              |         |
| 1945 - 1946          | S.J.R. de Monchy                       | Liberaal              |                         |         |
| 1947 (januari-juni)  | L.J.M. Feber                           | KVP                   | Ad interim              |         |
| 1947 - 1949          | W.A.J. Visser                          | CHU                   |                         |         |
| 1949 (mei-december)  | L.J.M. Feber                           | KVP                   | Ad interim              |         |
| 1949 - 1956          | F.M.A. Schokking                       | CHU                   |                         |         |
| 1957 - 1968          | H.A.M.T. Kolfschoten                   | KVP                   |                         |         |
| 1968 - 1975          | V.G.M. (Vic) Marijnen                  | KVP                   |                         |         |
| 1975 (april-oktober) | Henk Happel                            | KVP/CDA               | Ad interim              |         |
| 1975 - 1985          | F.G.L.L. (Frans) Schols                | KVP/CDA               |                         |         |
| 1985 - 1996          | A.J.E. (Ad) Havermans                  | CDA                   |                         |         |
| 1996 - 2008          | W.J. (Wim) Deetman                     | CDA                   |                         |         |
| 2008 (januari-april) | J. (Jetta) Klijnsma                    | PvdA                  | waarnemend burgemeester |         |
| 2008 - 2017          | J.J. (Jozias) van Aartsen              | VVD                   |                         |         |
| 2017 - 2019          | P.C. (Pauline) Krikke                  | VVD                   |                         |         |
| 2019 - 2020          | J.W. (Johan) Remkes                    | VVD                   | waarnemend burgemeester |         |
| 2020 - heden         | J.H.C. (Jan) van Zanen                 | VVD                   |                         |         |

## Burgemeestersportretten

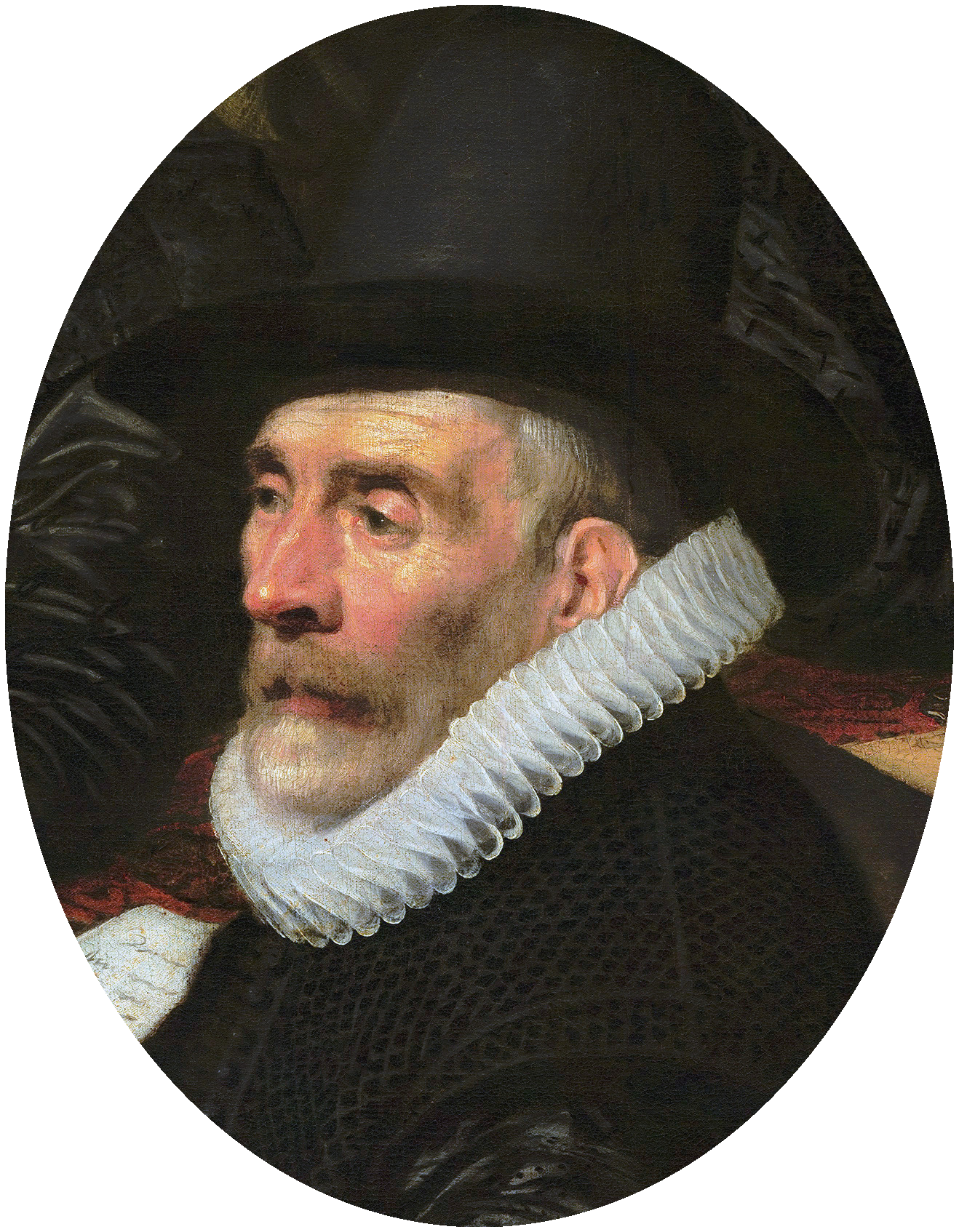
Jacob van Wouw
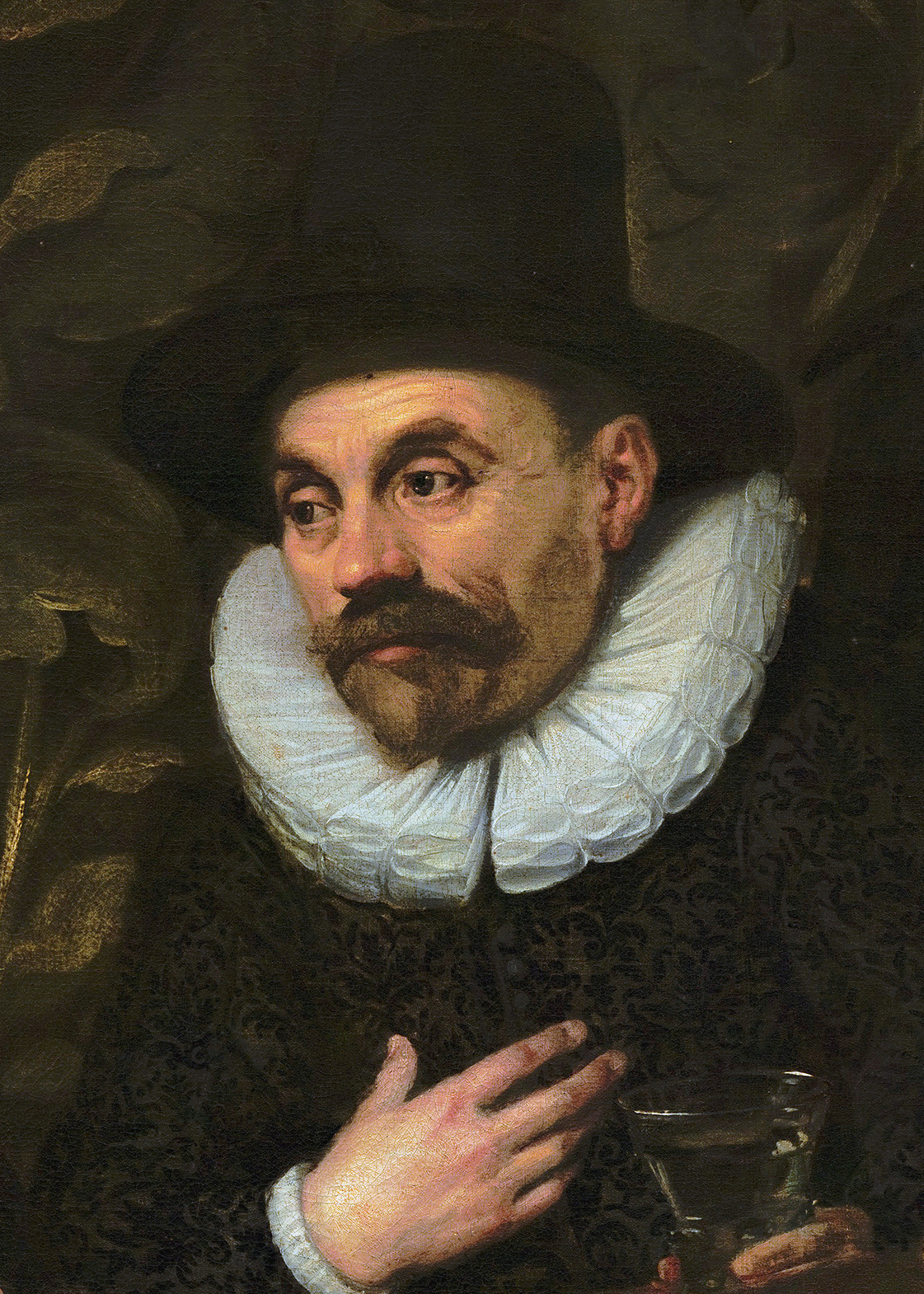
Johan Hendriksz. Nobel
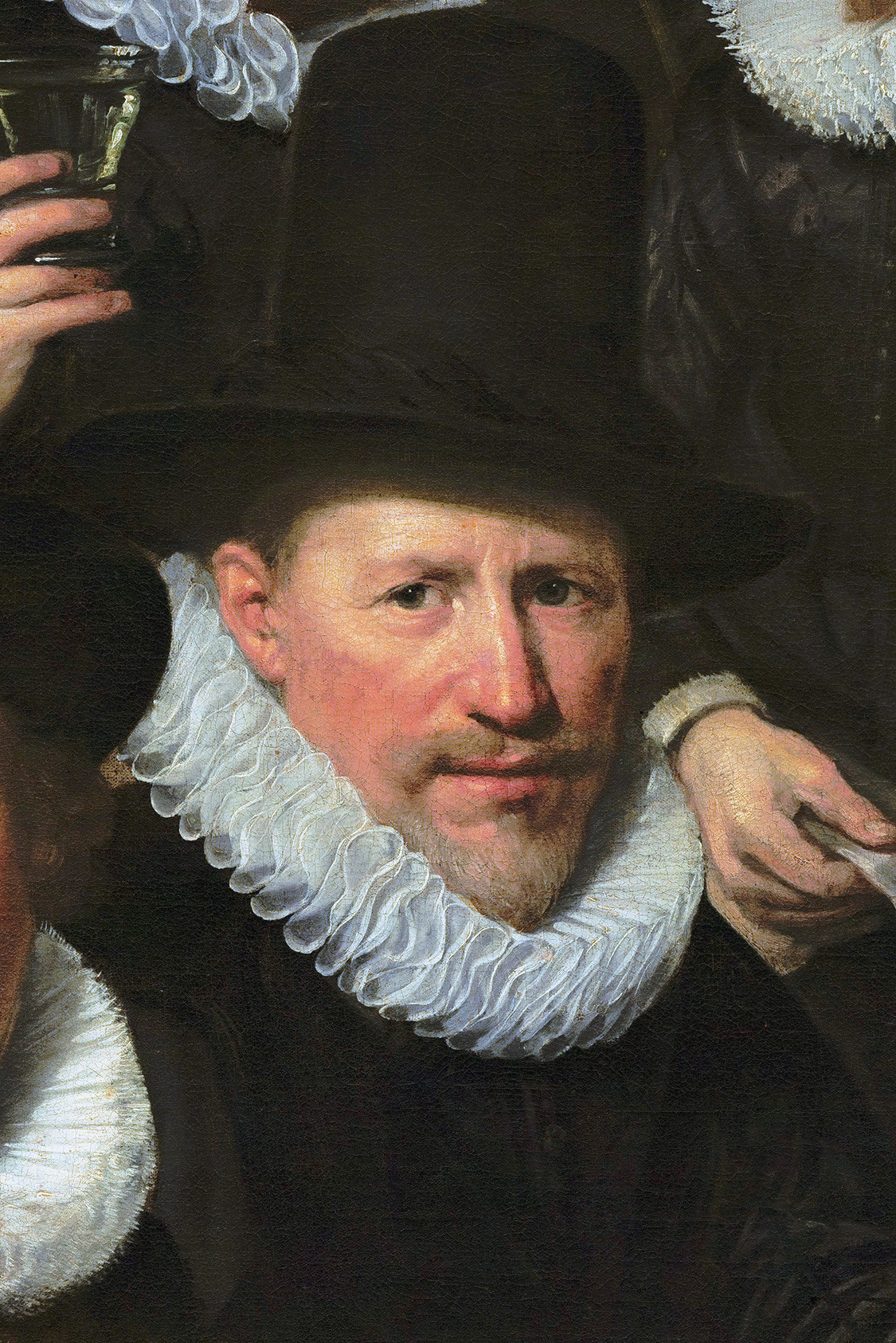
Johan Quartelaer
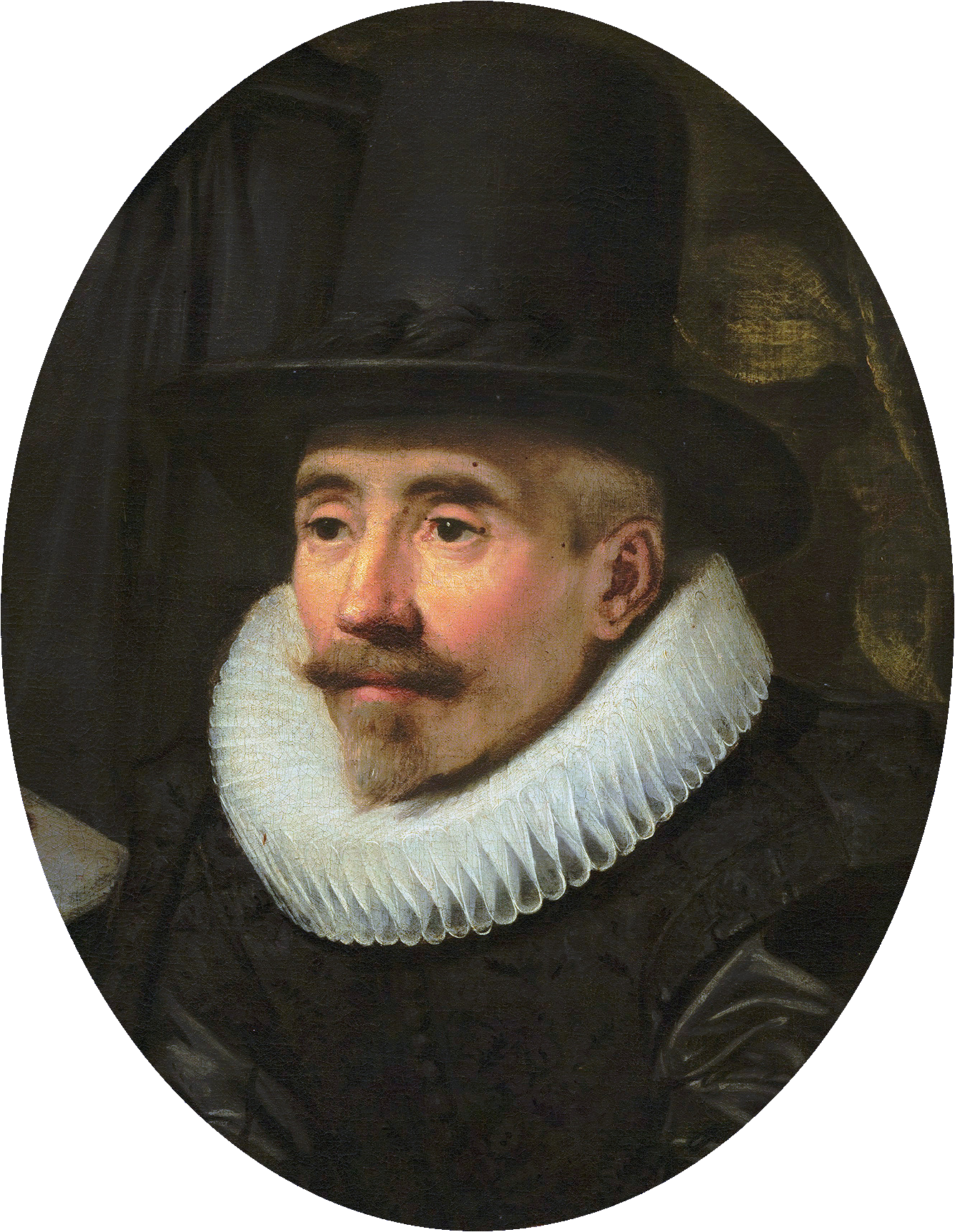
Govert Jacobsz. van Duynen
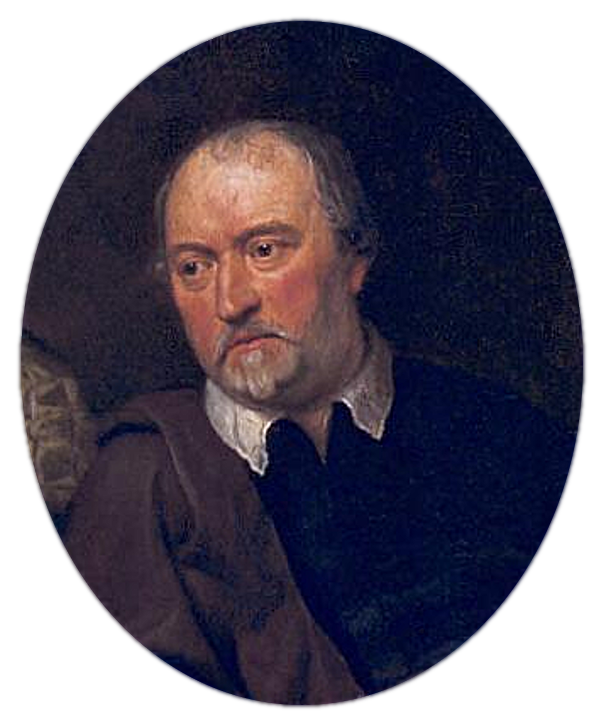
Pieter Stalpert van der Wiele
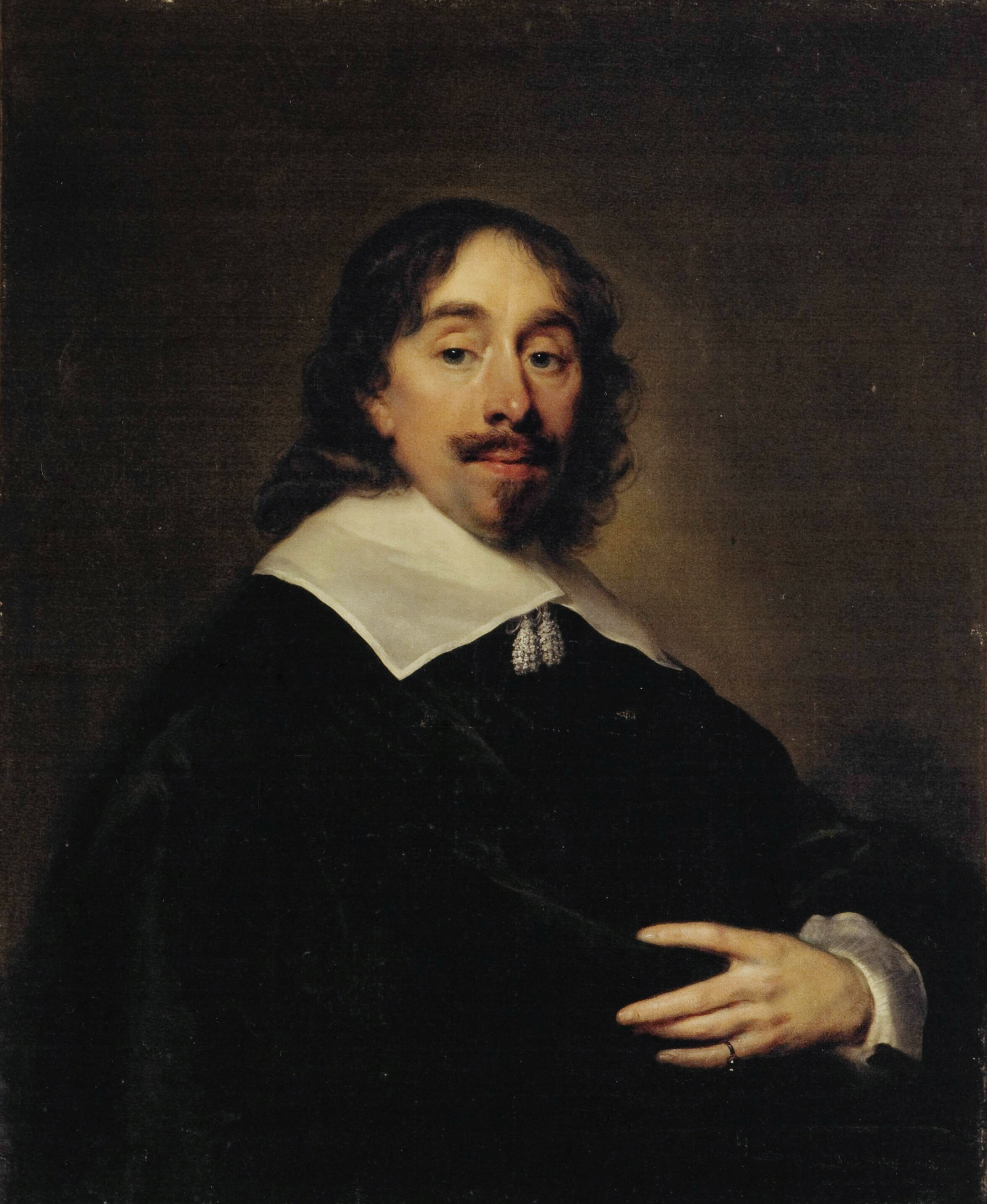
Thomas Cletcher
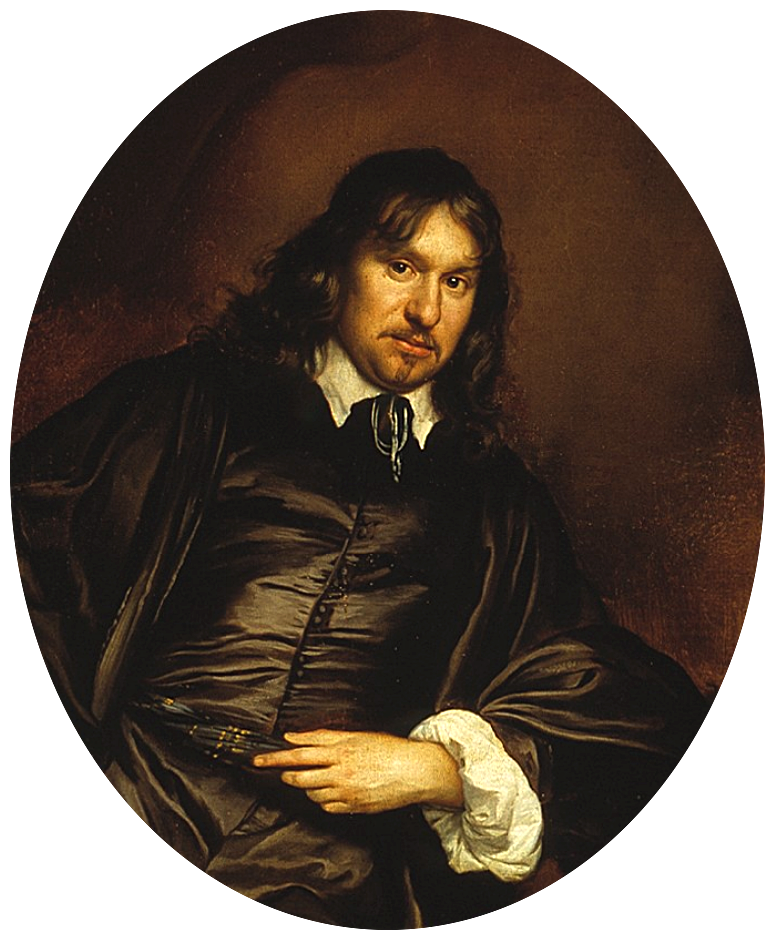
Willem van der Does
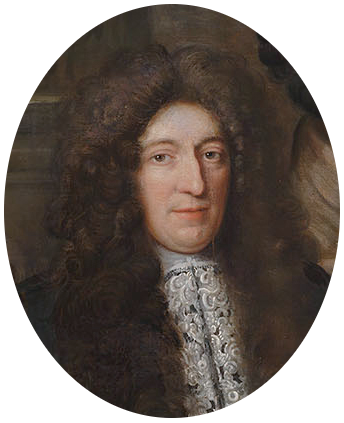
Johan Dedel
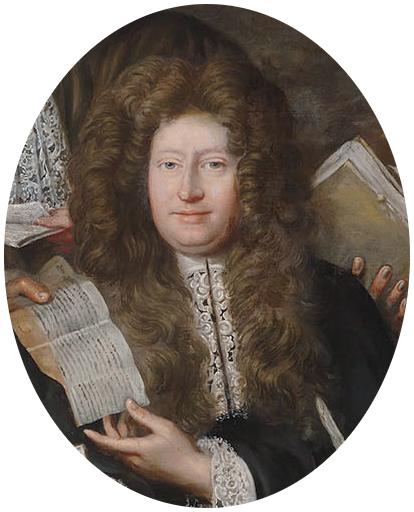
François Doubleth
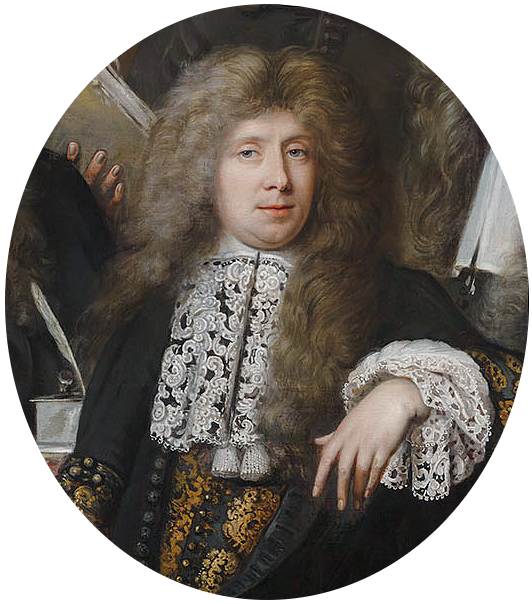
Willem van Schuylenburch
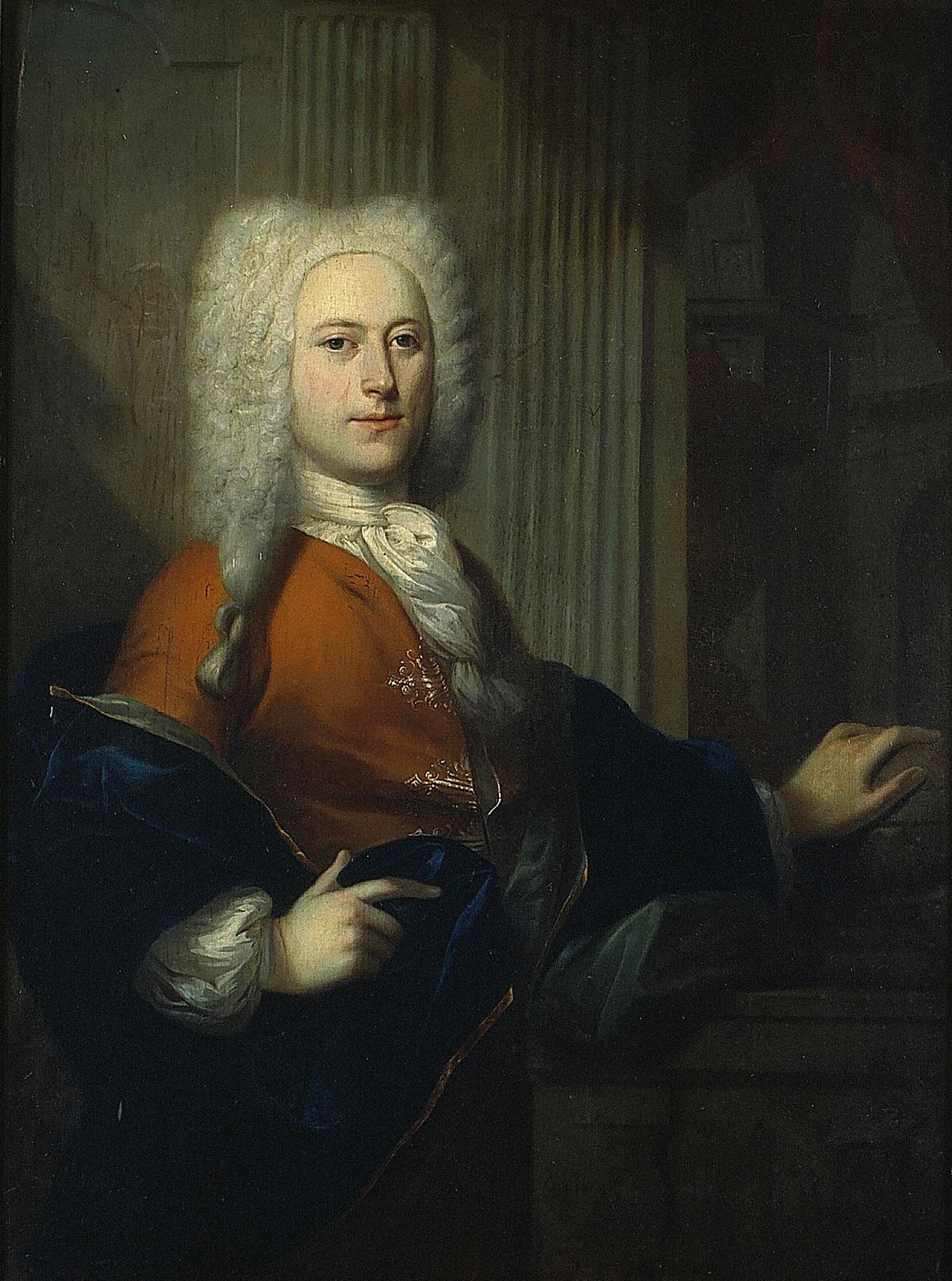
Hendrik baron van Slingelandt
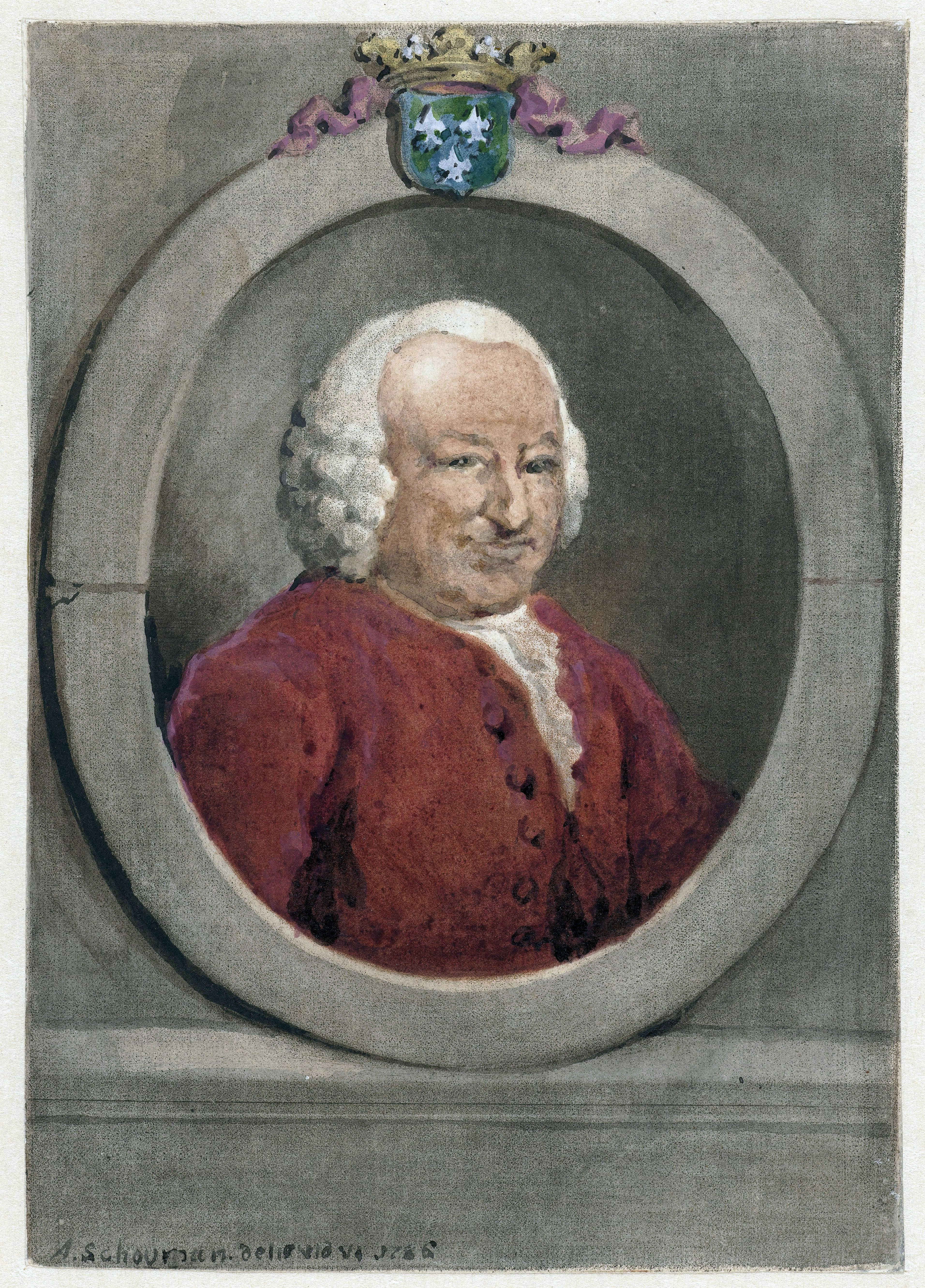
Jan Hudde Dedel
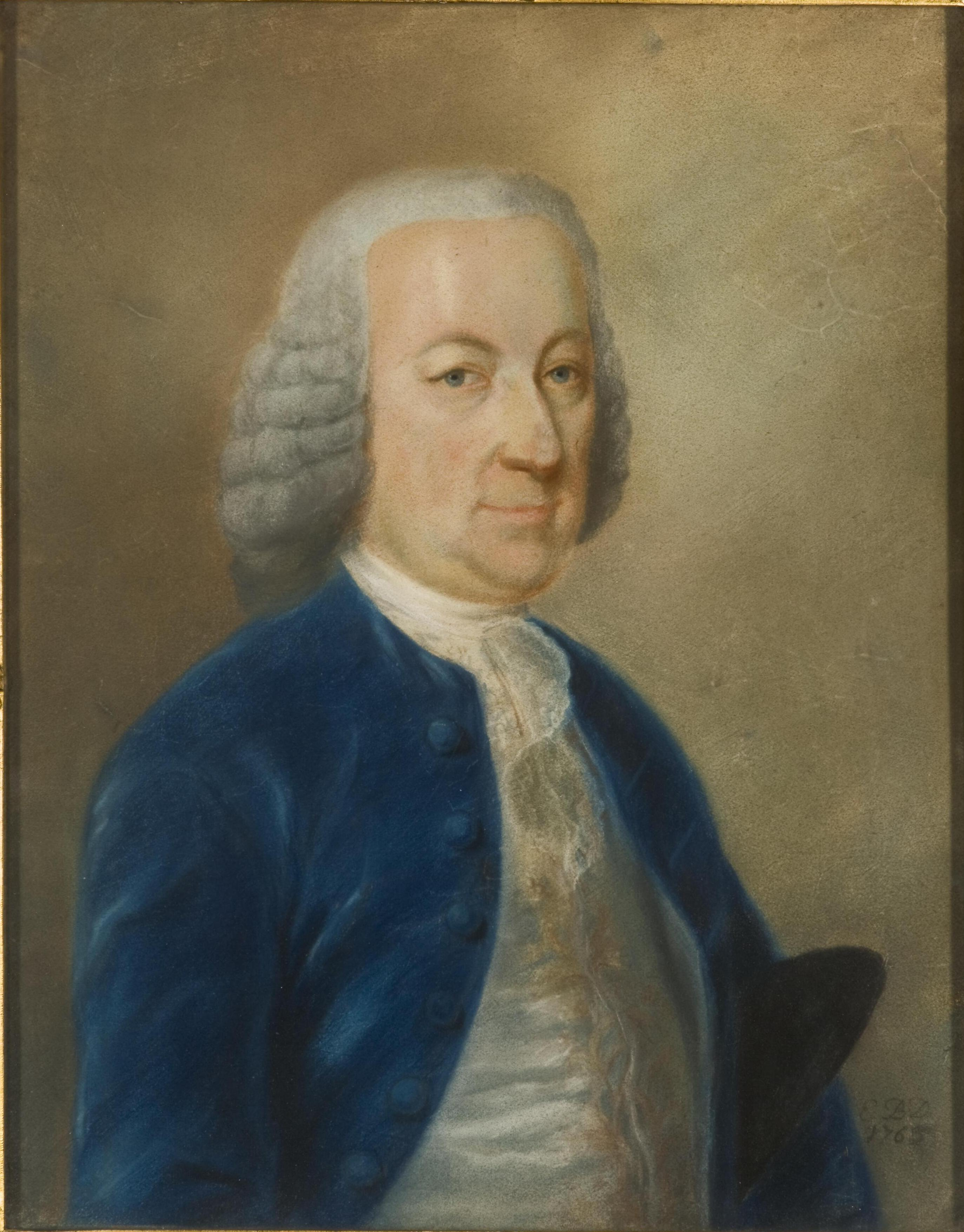
Johan Dierquens
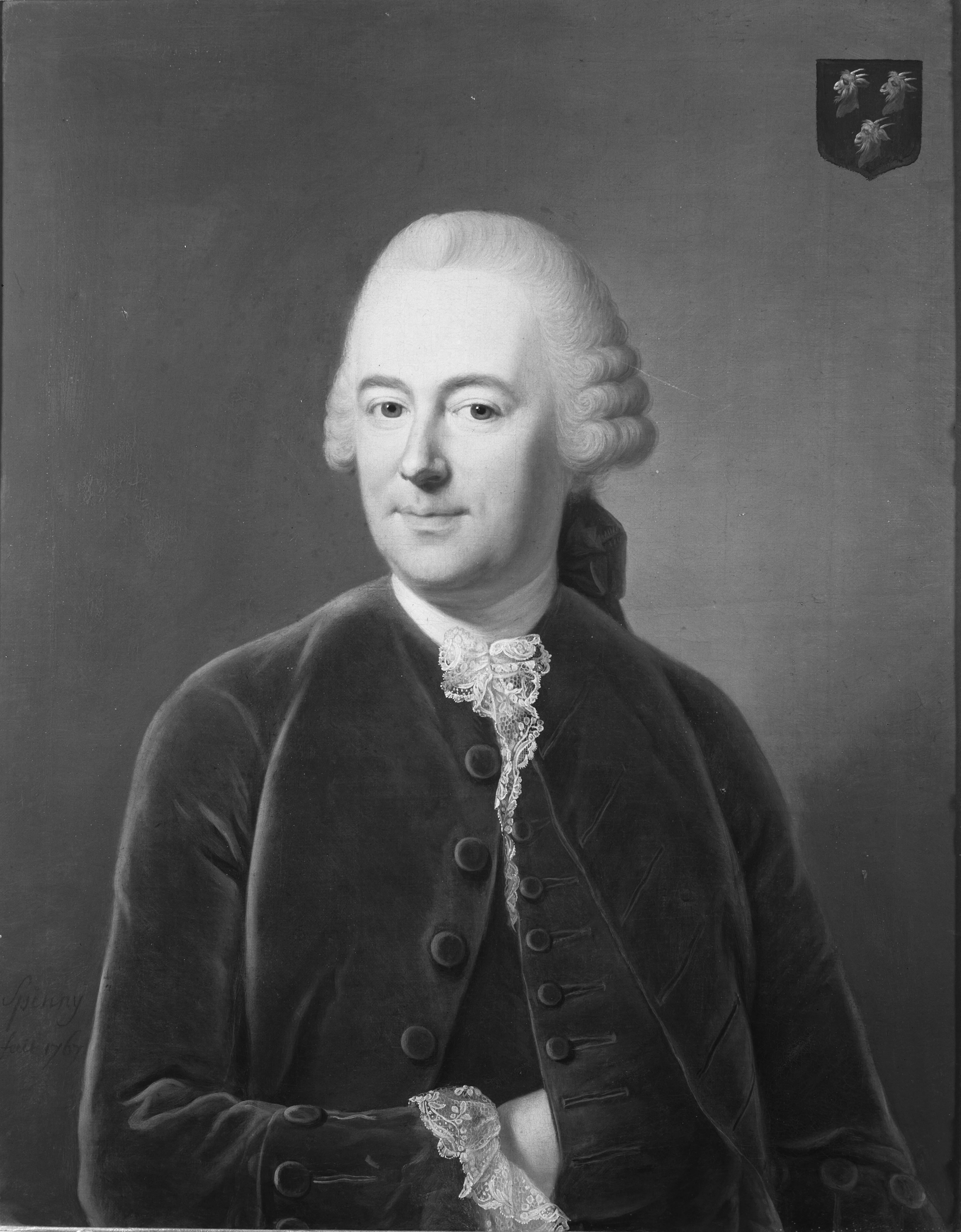
Adriaan van der Goes
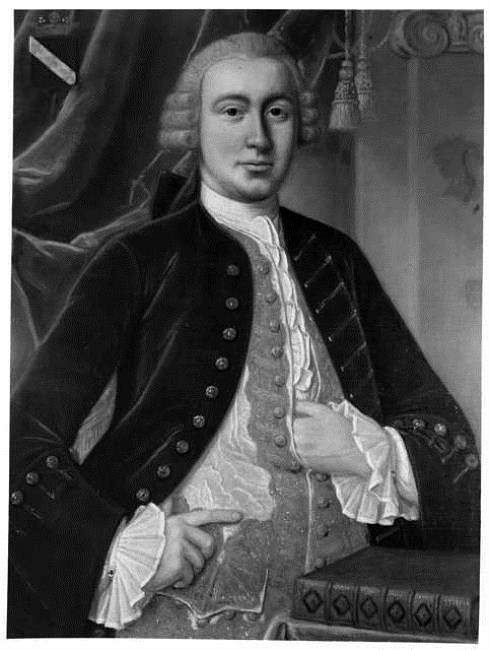
Carel de la Bassecour
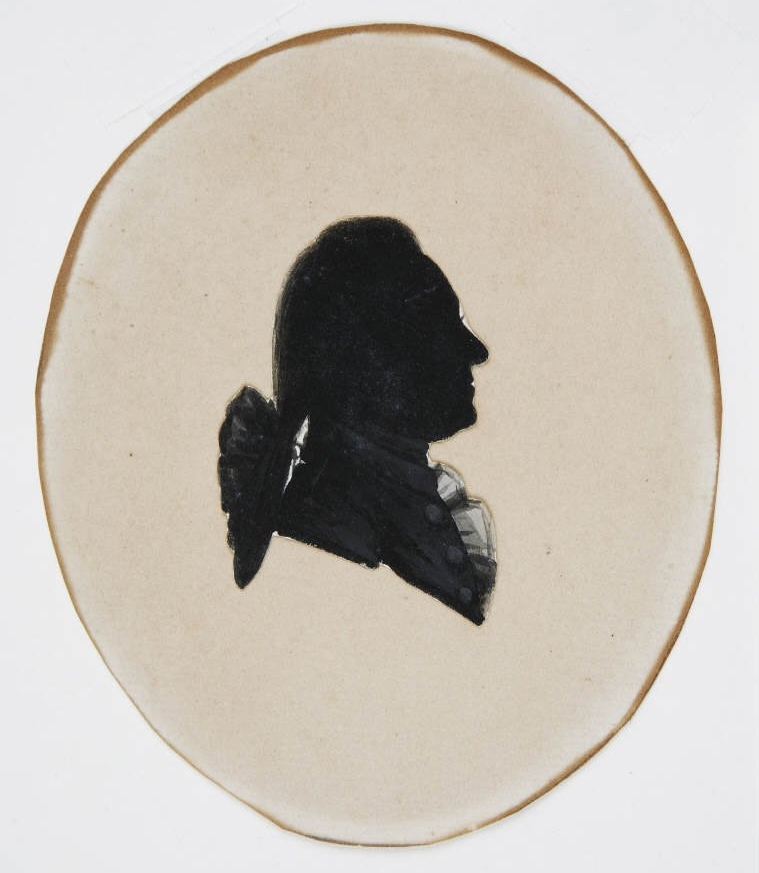
Abraham van Neck
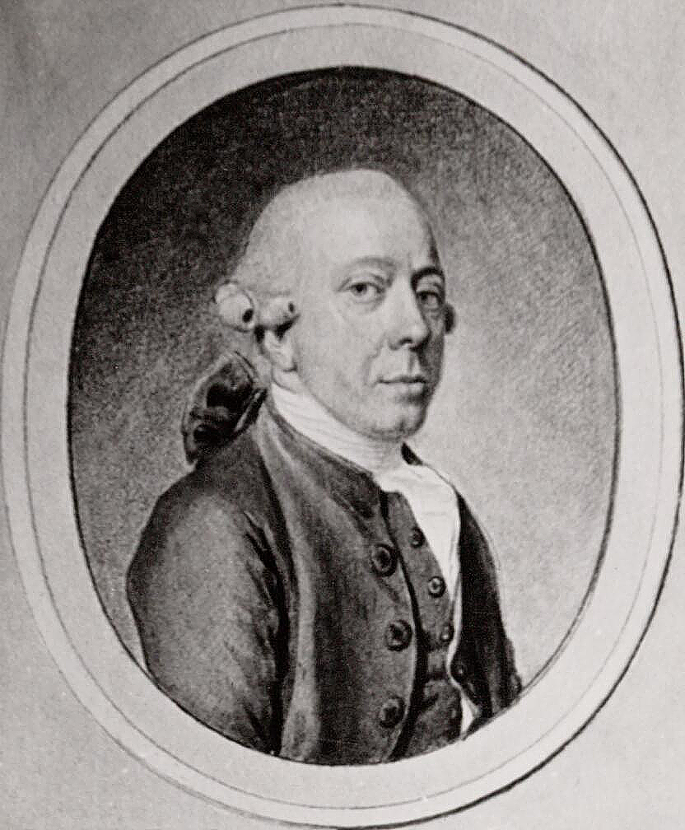
Govert van Slingelandt
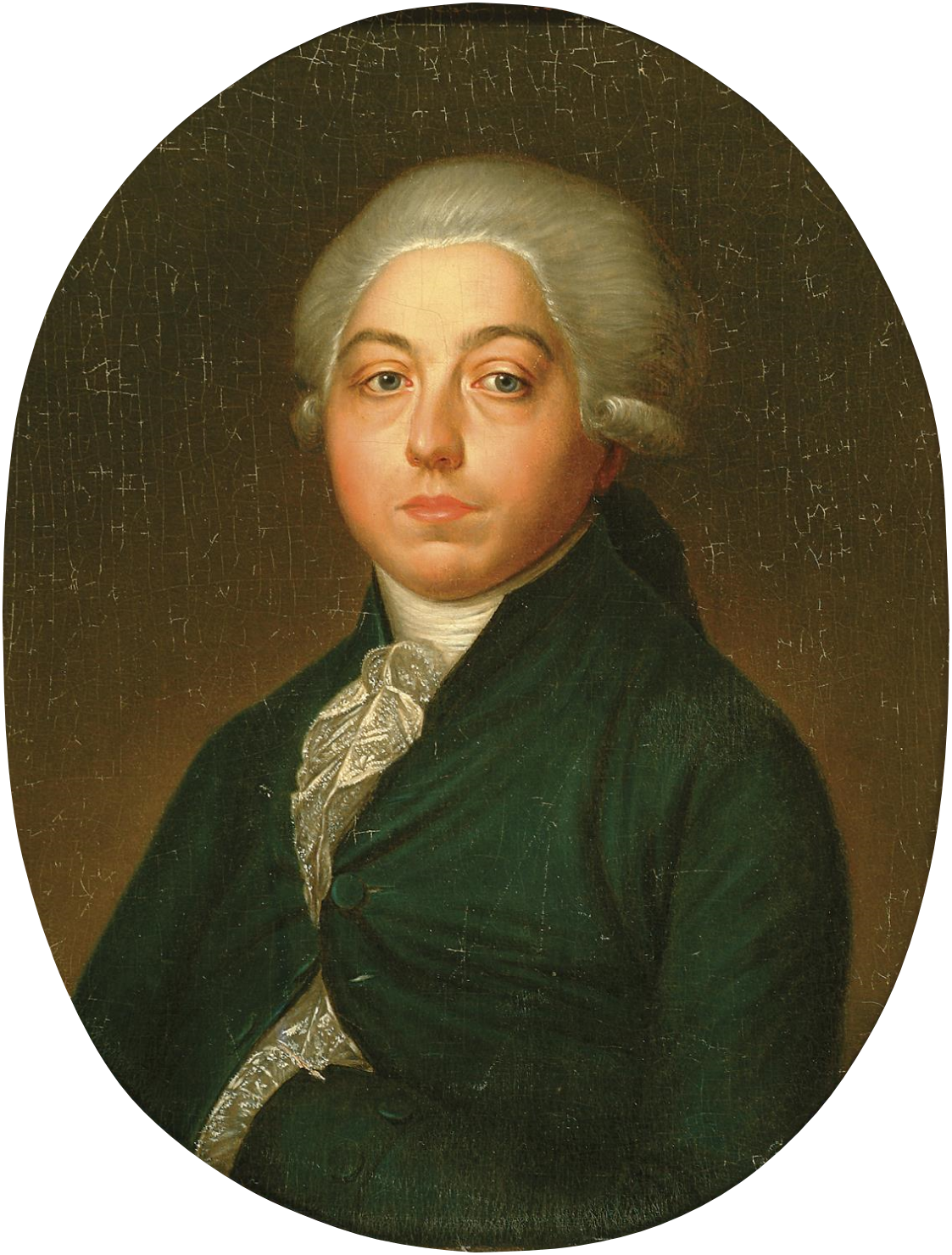
Diederik van der Burch
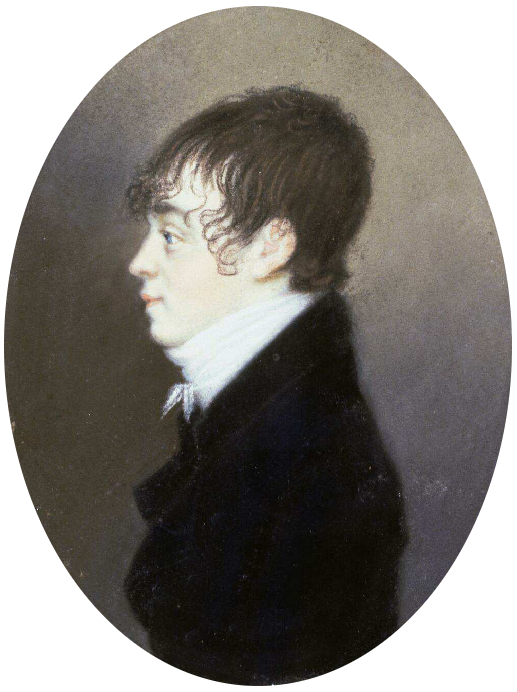
Jeremias Faber van Riemsdijk

## Aantekeningen
1. ↑  Dr. H.E. van Gelder; “De regeering van 's-Gravenhage, 1795-1851”; Uit: Jaarboek Die Haghe; Uitgeverij Mouton & Co.; Den Haag 1908
2. ↑  Koninklijk Besluit van 5 november 1815, No 57: “Reglement voor de Regering der Stad 's Gravenhage”
3. ↑  Koninklijk Besluit van 4 januari 1824, No 108: “Reglement voor het Bestuur der Stad 's Gravenhage”